# Eric Clayton
Eric Clayton to amerykański wokalista znany głównie z występów w grupie Saviour Machine, którą utworzył wraz ze swoim bratem Jeffem Claytonem w 1989 roku. Głos Erica jest bardzo elastyczny. Może zaśpiewać zarówno wysokie tenorowe partie jak i  niskie basowe nuty z których jednak korzysta częściej. Brał udział w wielu projektach gościnnych min. śpiewając na albumie Ayreon - The Human Equation. Podczas koncertów ubiera maski oraz przebiera się w stroje pasujące do klimatu przedstawianego w utworach Saviour Machine.